# David Brooks (futbolista)
David Robert Brooks (Warrington, Inglaterra, Reino Unido, 8 de julio de 1997) es un futbolista galés. Juega de centrocampista y su equipo es el AFC Bournemouth de la Premier League. 

## Trayectoria
Luego de su campaña con el Sheffield United en la temporada 2017-18. Brooks fue reclutado por el AFC Bournemouth en el verano de 2018 por once millones y medio de libras. 
Renovó su contrato con el club en marzo de 2019.
El 13 de octubre de 2021 anunció que padecía linfoma de Hodgkin. En el mes de mayo comunicó que había superado la enfermedad, pero no fue hasta marzo de 2023 cuando entró en una convocatoria para disputar un partido.
Abandonó Bournemouth en enero de 2024 para jugar cedido en el Southampton F. C. lo que restaba de temporada.

## Selección nacional
Brooks nació en Warrington, Inglaterra, y puede ser convocado además por Gales, ya que su madre nació en Llangollen. 
Ganó el torneo Esperanzas de Toulon de 2017 con la selección sub-20 de Inglaterra, luego de rechazar el llamado de la selección sub-20 de Gales para el mismo torneo. Ganó el premio a mejor jugador y anotó en la final.
Debutó por la selección sub-21 de Gales el 1 de septiembre de 2017 en la victoria por 3-0 a Suiza, anotó el segundo gol del partido.
El 28 de septiembre fue llamado por la selección absoluta de Gales para dos encuentros clasificatorios para la Copa del Mundo, contra Georgia e Irlanda.
Brooks debutó con la selección galesa el 10 de noviembre de 2017, en la derrota por 2-0 contra Francia. 

## Estadísticas

### Clubes
Actualizado al 25 de mayo de 2025.
| Club                                                                     | Div.          | Temporada     | Liga  | Liga  | Copas nacionales(1) | Copas nacionales(1) | Total | Total |
| Club                                                                     | Div.          | Temporada     | Part. | Goles | Part.               | Goles               | Part. | Goles |
| ------------------------------------------------------------------------ | ------------- | ------------- | ----- | ----- | ------------------- | ------------------- | ----- | ----- |
| F. C. Halifax Town Inglaterra                                            | 5.ª           | 2015-16       | 5     | 1     | 0                   | 0                   | 5     | 1     |
| F. C. Halifax Town Inglaterra                                            | Total club    | Total club    | 5     | 1     | 0                   | 0                   | 5     | 1     |
| Sheffield United F. C. Inglaterra                                        | 3.ª           | 2015-16       | 0     | 0     | 0                   | 0                   | 0     | 0     |
| Sheffield United F. C. Inglaterra                                        | 3.ª           | 2016-17       | 0     | 0     | 4                   | 0                   | 4     | 0     |
| Sheffield United F. C. Inglaterra                                        | 2.ª           | 2017-18       | 30    | 3     | 3                   | 0                   | 33    | 3     |
| Sheffield United F. C. Inglaterra                                        | Total club    | Total club    | 30    | 3     | 7                   | 0                   | 37    | 3     |
| AFC Bournemouth Inglaterra                                               | 1.ª           | 2018-19       | 30    | 7     | 3                   | 0                   | 33    | 7     |
| AFC Bournemouth Inglaterra                                               | 1.ª           | 2019-20       | 9     | 1     | 0                   | 0                   | 9     | 1     |
| AFC Bournemouth Inglaterra                                               | 2.ª           | 2020-21       | 34    | 5     | 5                   | 1                   | 39    | 6     |
| AFC Bournemouth Inglaterra                                               | 2.ª           | 2021-22       | 7     | 1     | 2                   | 2                   | 9     | 3     |
| AFC Bournemouth Inglaterra                                               | 1.ª           | 2022-23       | 6     | 0     | 0                   | 0                   | 6     | 0     |
| AFC Bournemouth Inglaterra                                               | 1.ª           | 2023-24       | 13    | 1     | 5                   | 2                   | 18    | 3     |
| Southampton F. C. Inglaterra                                             | 2.ª           | 2023-24       | 20    | 2     | ―                   | ―                   | 20    | 2     |
| Southampton F. C. Inglaterra                                             | Total club    | Total club    | 20    | 2     | 0                   | 0                   | 20    | 2     |
| AFC Bournemouth Inglaterra                                               | 1.ª           | 2024-25       | 29    | 2     | 4                   | 0                   | 33    | 2     |
| AFC Bournemouth Inglaterra                                               | Total club    | Total club    | 128   | 17    | 19                  | 5                   | 147   | 22    |
| Total carrera                                                            | Total carrera | Total carrera | 183   | 23    | 26                  | 5                   | 209   | 28    |
| (1) Incluye datos de Copa de la Liga de Inglaterra, FA Cup y EFL Trophy. |               |               |       |       |                     |                     |       |       |

### Selección nacional
| Selección         | Temporada     | Encuentros | Encuentros |
| Selección         | Temporada     | Part.      | Goles      |
| ----------------- | ------------- | ---------- | ---------- |
| Sub-20 Inglaterra | 2017          | 5          | 2          |
| Sub-20 Inglaterra | Total         | 5          | 2          |
| Sub-21 Gales      | 2017          | 3          | 1          |
| Sub-21 Gales      | Total         | 3          | 1          |
| Absoluta Gales    | 2017          | 2          | 0          |
| Absoluta Gales    | 2018          | 7          | 0          |
| Absoluta Gales    | 2019          | 3          | 1          |
| Absoluta Gales    | 2020          | 4          | 1          |
| Absoluta Gales    | 2021          | 5          | 0          |
| Absoluta Gales    | 2023          | 6          | 1          |
| Absoluta Gales    | 2024          | 2          | 1          |
| Absoluta Gales    | Total         | 29         | 4          |
| Total carrera     | Total carrera | 37         | 7          |